# Chenu, Sarthe

Chenu este o comună în departamentul Sarthe, Franța. În 2009 avea o populație de 428 de locuitori.